# Birahu Matan
Birahu Matan ist eine osttimoresische Aldeia im Suco Mantelolão (Verwaltungsamt Metinaro, Gemeinde Dili). 2015 lebten in der Aldeia 312 Menschen.

## Geographie

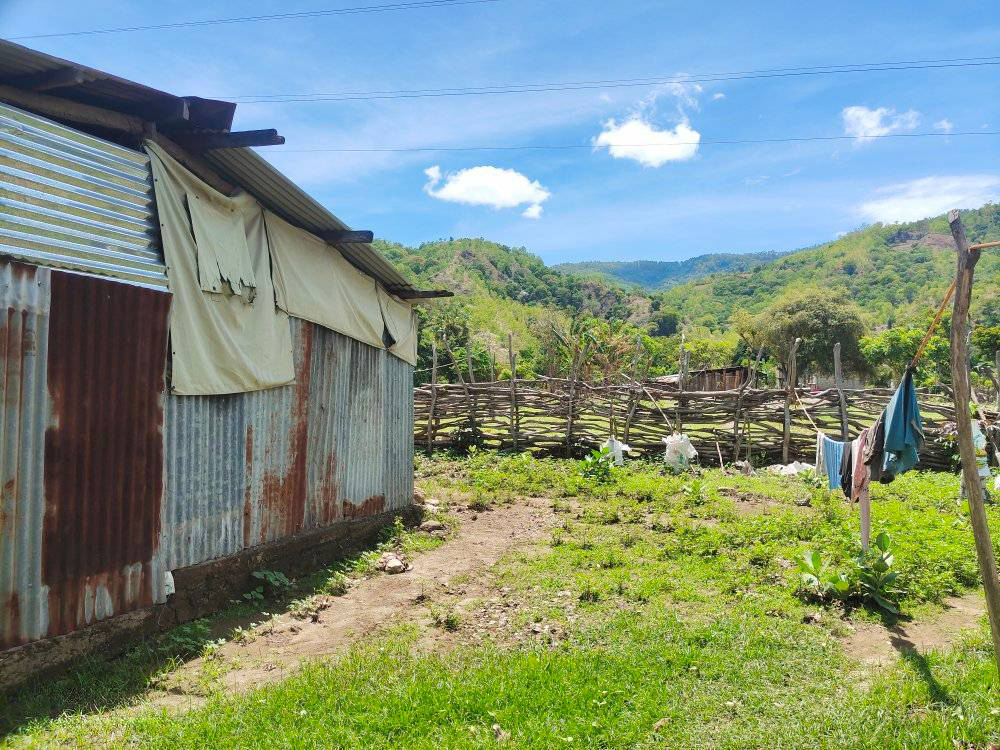
Birahu Matan (2022)

Birahu Matan liegt im Zentrum des Sucos Mantelolão. Nordwestlich befindet sich die Aldeia Besahe, westlich die Aldeia Manularan, südlich die Aldeia Lebutun und östlich die Aldeia Sahan. Im Norden grenzt Birahu Matan an den Suco Wenunuc. Die Grenze zu Besahe bildet der Aiscahe, der nur in der Regenzeit Wasser führt.
Der Süden der Aldeia liegt bereits in einer Meereshöhe von über 500 m. Die einzige Siedlung bildet eine Gruppe verstreuter Häuser im Nordwesten von Birahu Matan am Aiscahe, südöstlich vom Dorf Besahe in der benachbarten Aldeia, am gegenüberliegenden Flussufer.